# Busstation Den Oever
Busstation Den Oever is een busstation bij het dorp Den Oever net ten westen van afrit Den Oever van de A7. Door de ligging aan het einde van de Afsluitdijk komt er een Qliner-lijn tussen Friesland en Noord-Holland langs het busstation (lijn 350). Lijn 350 rijdt tussen Alkmaar en Leeuwarden. Daarnaast stoppen er op het busstation een streeklijn tussen Hoorn en Den Helder (lijn 135), een streeklijn tussen Den Oever en Anna Paulowna (lijn 158) en een nachtbus tussen Alkmaar en Den Oever (lijn N50). Op het busstation bestaat elk uur aansluiting tussen de lijnen 135 en 350 in beide richtingen.
Het busstation bestaat uit een eilandperron met een aantal abri's.

## Voorzieningen
Op de oostelijke kop bevond zich een stationsgebouwtje met ruimte voor personeel, loketten voor kaartverkoop en overdekte wachtruimte voor de passagiers. Dit stationsgebouw was echter al jaren buiten gebruik en niet toegankelijk meer voor personeel en passagiers.
Sinds 13 september 2023 is er echter een nieuw transferium waarbij de passagiers eventueel bij slecht weer kunnen schuilen onder een afdak. Het is op natuurlijke wijze ingericht waarbij materialen zijn hergebruikt en er is ruimte voor groen en planten. Ook is er een zelfreinigend toilet dat tegen betaling kan worden gebruikt. Hiervoor heeft de gemeente Hollands Kroon een bedrag van € 100.000,- voor beschikbaar gesteld.

## Lijnen
De buslijnen op dit busstation horen bij de concessies Noord-Holland Noord en Fryslân. Deze concessies worden uitgevoerd door Qbuzz (Qliner) en Connexxion (overige buslijnen).
| Lijn      | Route                                          | Via                                                                                         | Concessie           |
| Streekbus | Streekbus                                      | Streekbus                                                                                   | Streekbus           |
| --------- | ---------------------------------------------- | ------------------------------------------------------------------------------------------- | ------------------- |
| 135       | Hoorn, Station - Den Helder, Station           | Wieringerwerf, Den Oever                                                                    | Noord-Holland Noord |
| 158       | Den Oever, Busstation - Anna Paulowna, Station | Hippolytushoef, Westerland, Breezand                                                        | Noord-Holland Noord |
| Qliner    |                                                |                                                                                             |                     |
| 350       | Alkmaar, Station - Leeuwarden, Station         | Heerhugowaard, Den Oever, Afsluitdijk                                                       | Fryslân             |
| Nachtbus  |                                                |                                                                                             |                     |
| N50       | Alkmaar, Station → Den Oever, Busstation       | Zuid-Scharwoude, Noord-Scharwoude, Heerhugowaard, Nieuwe Niedorp, Middenmeer, Wieringerwerf | Noord-Holland Noord |